# Philip Jackson (beeldhouwer)
Philip Henry Christopher Jackson (Inverness, 18 april 1944) is een Britse beeldhouwer.

## Leven en werk
Jackson werd geboren in Schotland en bezocht de Farnham School of Art (sinds 2005 het Surrey Institute of Art & Design, University College) in Farnham. Aansluitend was hij gedurende een jaar persfotograaf, waarna hij bij een ontwerpbureau in dienst trad als beeldhouwer. Jackson is bekend geworden als beeldhouwer van grote monumentale werken. Inspiratie vond hij bij de grote voorbeelden Auguste Rodin, Jacob Epstein en Oscar Nemon. Bij de vrije werken die hij creëert laat hij zich inspireren door Henry Moore en Kenneth Armitage.
De kunstenaar woont en werkt in de Edward Lawrence Studio in Midhurst, graafschap West Sussex.
In 2009 werd Jackson benoemd tot Commander of the Royal Victorian Order (CVO).

## Werken in de openbare ruimte
- 1988 : Manchester Peace Groupe, St. Peter's Square in Manchester
- 1992 : Falklands War Memorial (The Yomper), Eastney Seafront in Porthmouth
- 1992 : Dolphin and Swimmer (sculptuur/fontein), Les Jardins de la Mer in Saint Helier (Jersey)
- 1994 : Standbeeld Wolfgang Amadeus Mozart, Orange Square (Belgravia) in Londen
- 1995 : Jersey Liberation Sculpture, Saint Helier
- 1996 : Standbeeld Matt Busby, Old Trafford, Manchester
- 1997 : Wallenberg Monument, Great Cumberland Place in Londen en in Buenos Aires (Argentinië)
- 1997 : Minerva, Chichester Festival Theatre in Chichester
- 1997 : Gurkha Monument, Horseguards Parade in Londen
- 1998 : Standbeeld Constantijn de Grote, York Minster in York
- 1998 : Christ in Judgement, Chichester Cathedral in Chichester
- 1998 : Standbeeld keizerin Elisabeth van Oostenrijk (1837-1898) ("Sisi"), Genève (Zwitserland)
- 2000 : Standbeeld Saint Richard of Chichester, Chichester Cathedral in Chichester
- 2003 : Ruiterstandbeeld Queen Elizabeth II, Windsor Great Park
- 2003 : The Champions, Upton Park in Londen
- 2003 : Standbeeld van de schilder Terence Cuneo, Waterloo Station in Londen
- 2005 : The Cocking History Column, Cocking (West Sussex)
- 2007 : Standbeeld Bobby Moore, Wembley Stadium in Londen
- 2008 : The United Trinity (George Best, Bobby Charlton en Denis Law), Old Trafford, Manchester
- 2009 : Archangel Gabriel, Church of St. Mary and St. Gabriel in South Harting (West Sussex)
- 2009 : Queen Mother Memorial (Queen Elizabeth, The Queen Mother), The Mall in Londen
- 2009 : Standbeeld van Alf Ramsey, Wembley Stadium in Londen
- 2012 : RAF Bomber Command Memorial, Green Park in Londen
- 2014 : Korean War Memorial, Victoria Embankment Gardens in Londen

## Fotogalerij

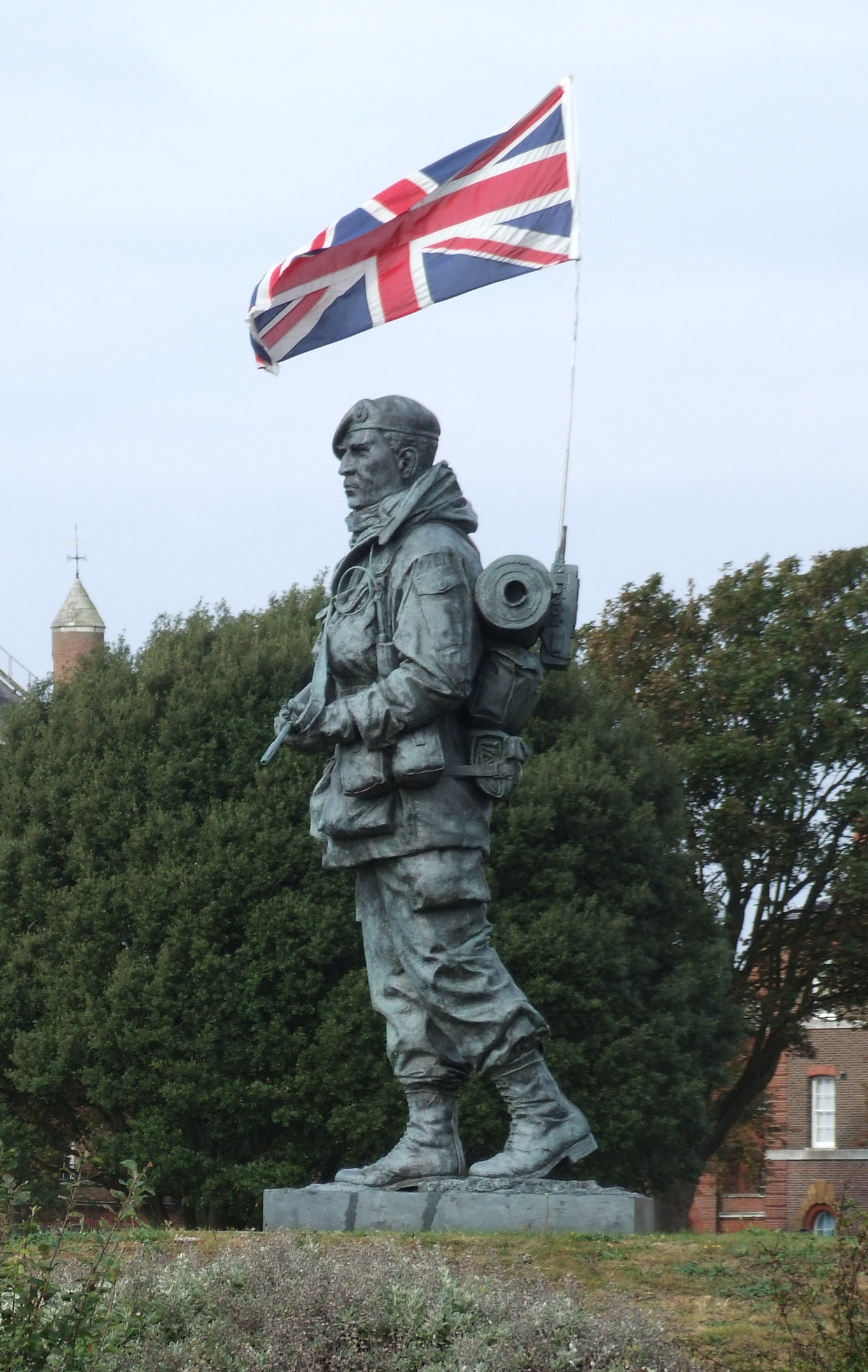
Monument Falklandoorlog in Portsmouth
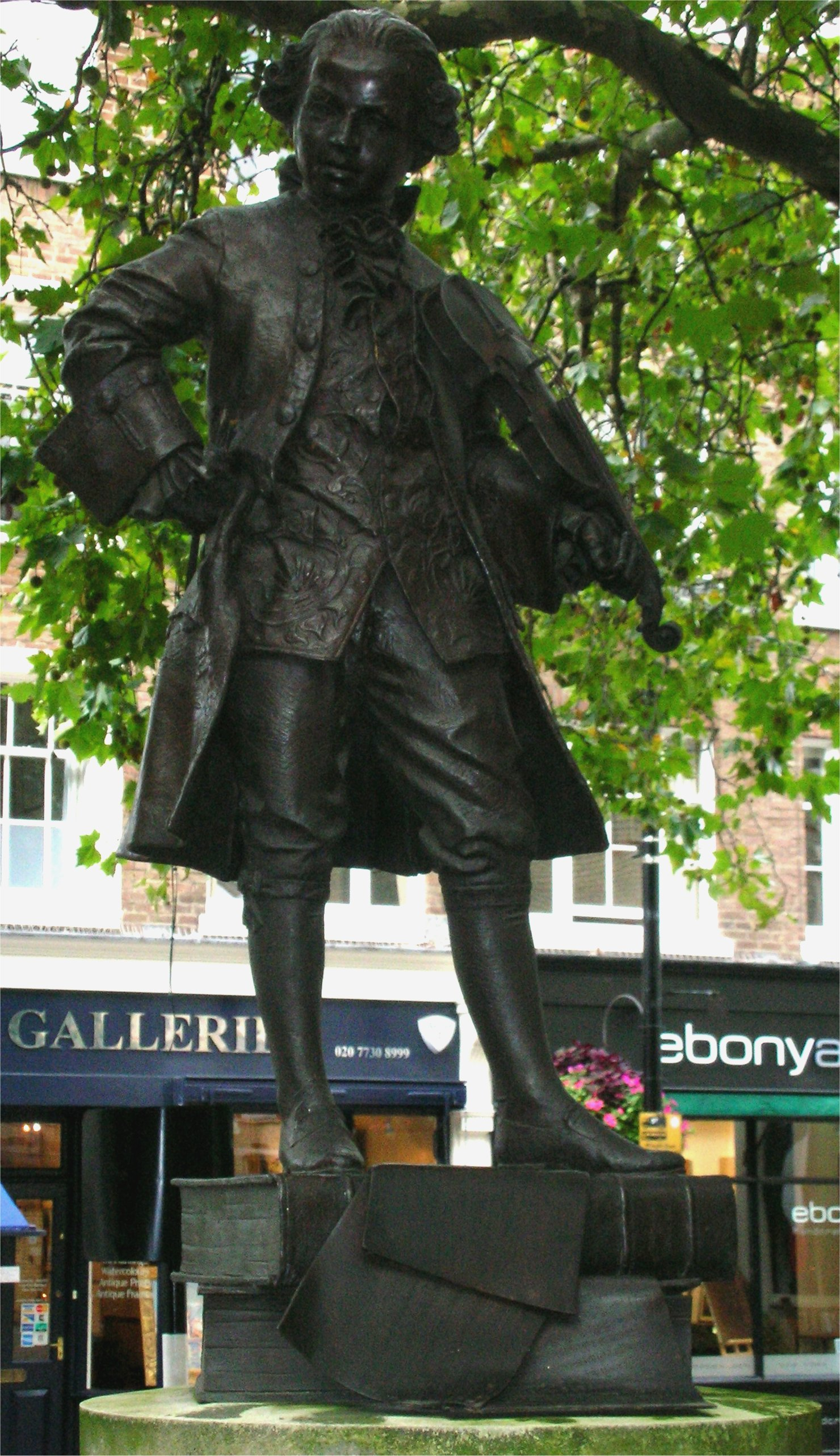
Standbeeld Wolfgang Amadeus Mozart
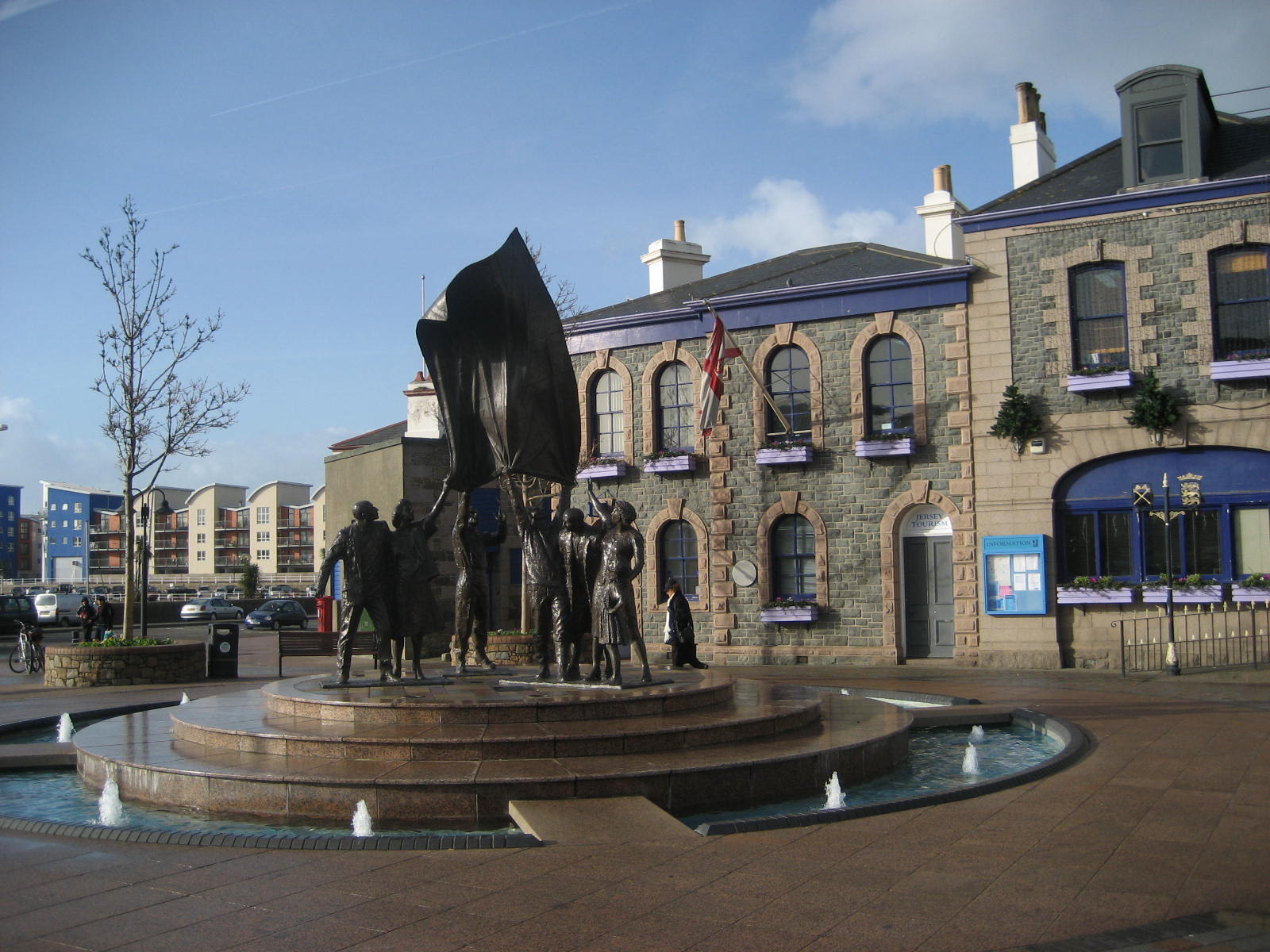
Jersey Liberation Sculpture in Saint Helier
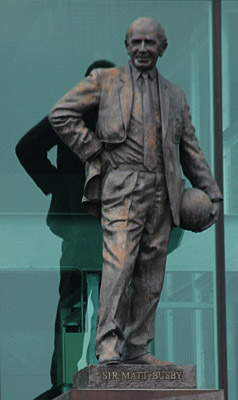
Matt Busby in Manchester
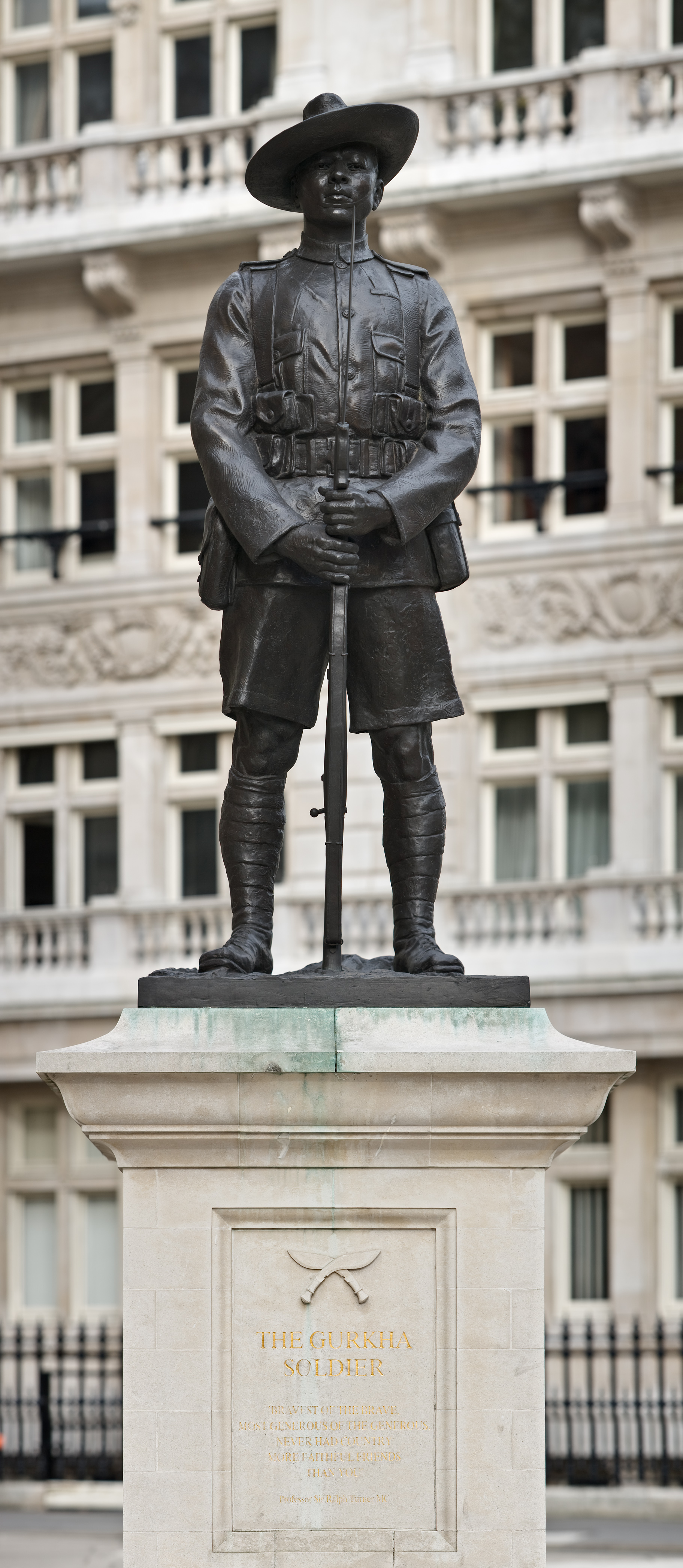
Gurkha Monument in Londen
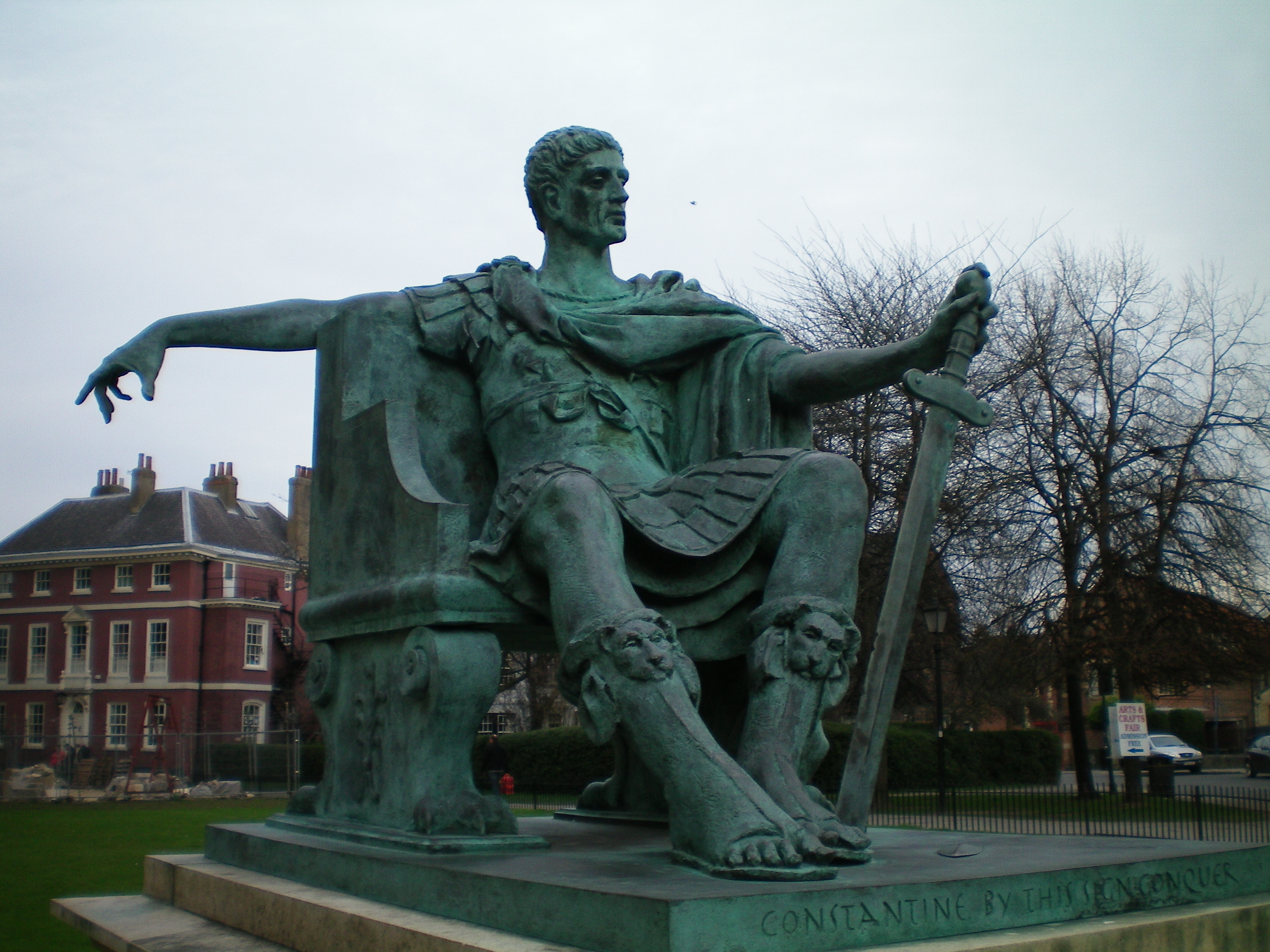
Constantijn de Grote in York
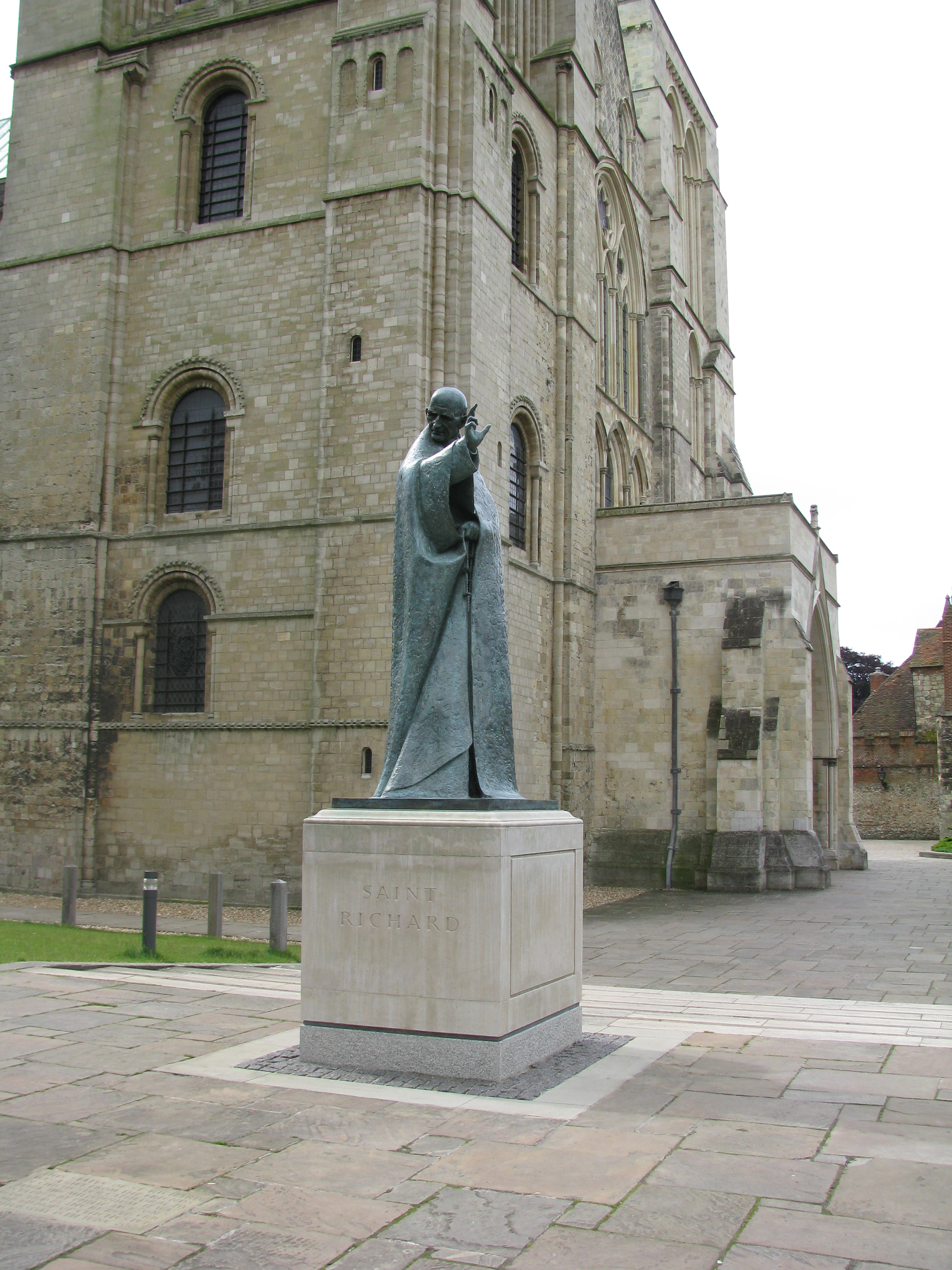
Saint Richard of Chichester in Chichester
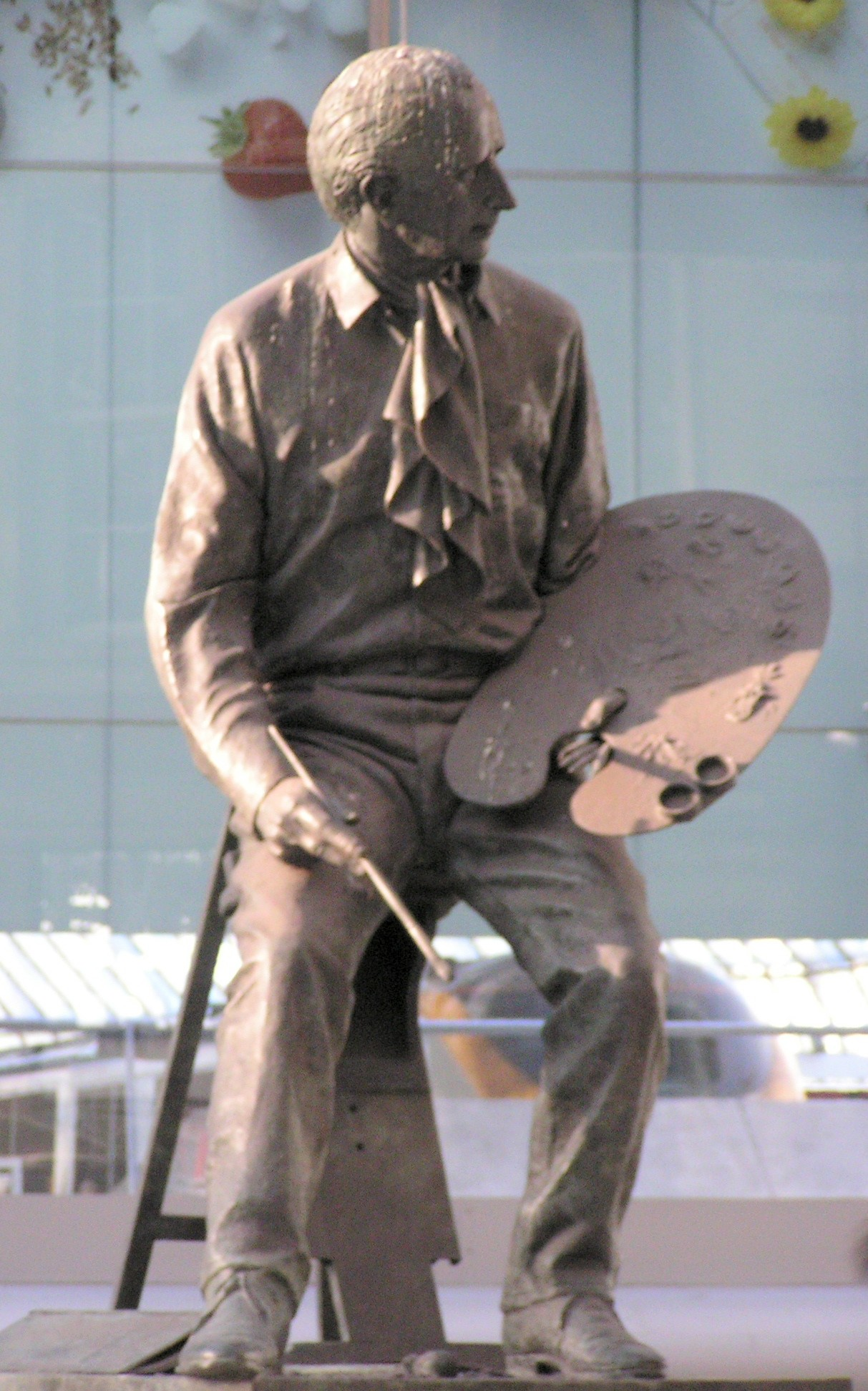
Terence Cuneo in Londen
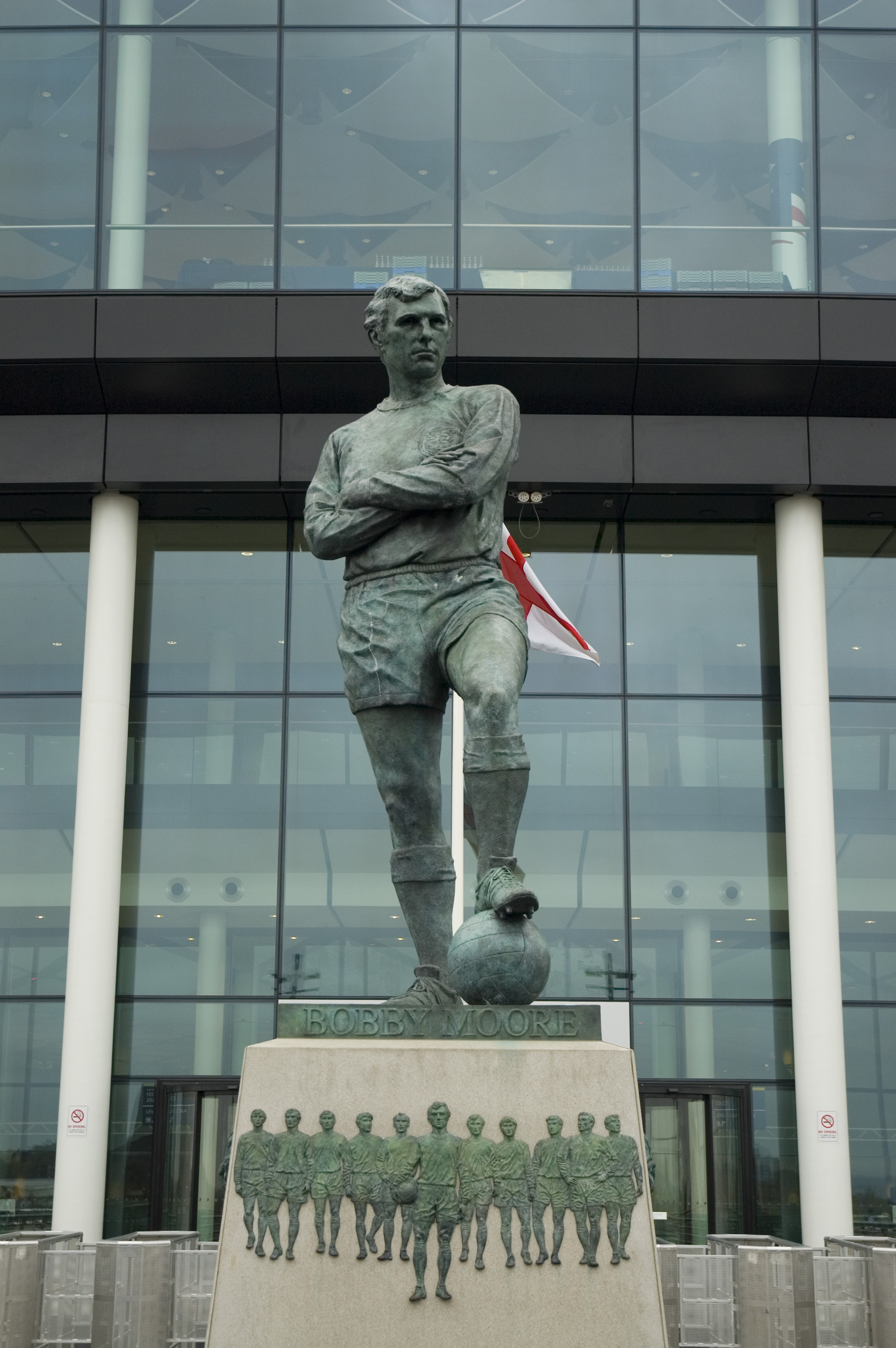
Bobby Moore, Wembley Stadium
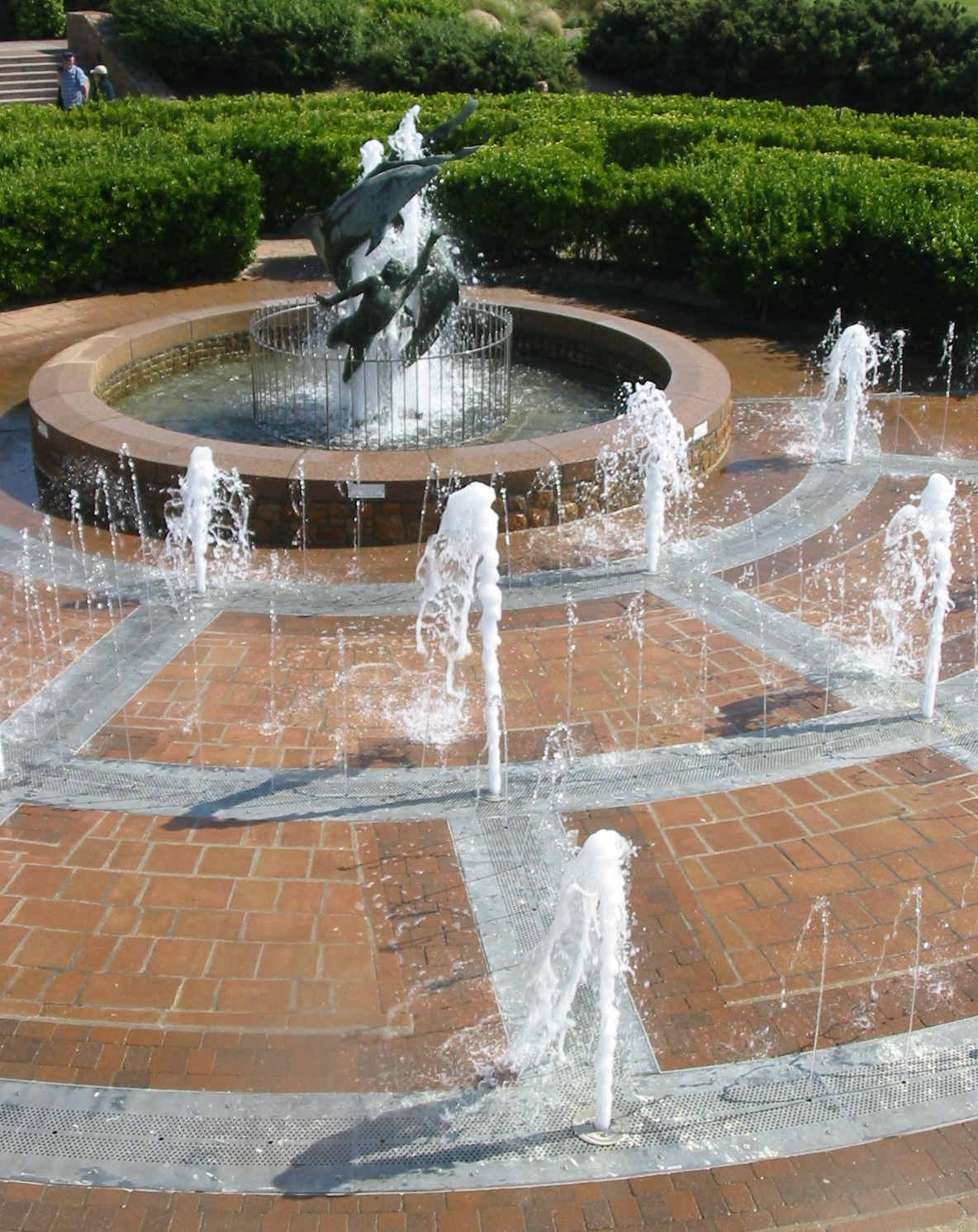
Dolphin and Swimmer in Saint Helier
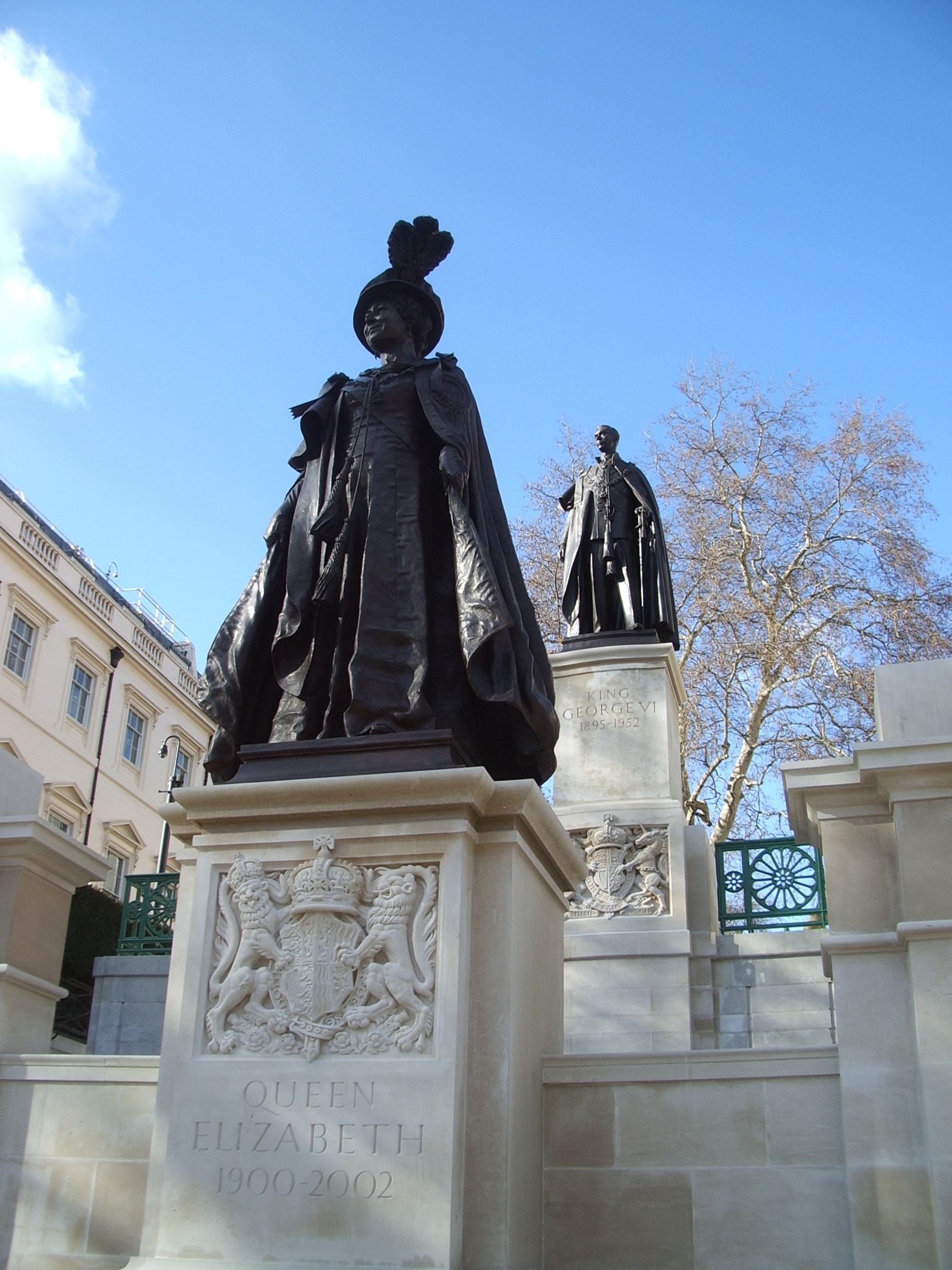
Queen Mother Memorial in Londen